# Patrick Lemarié
Patrick Lemarié (Paris, 6 de fevereiro de 1968) é um ex-automobilista francês.

## Carreira

### Kart, categorias menores e Fórmula 3000
Lemarié iniciou a carreira disputando provas de kart, atuando na modalidade até 1987. Em 1988, estreia nos monopostos para a disputa da Fórmula Ford de seu país, sagrando-se vice-campeão em 1989 e 1990 e 3º colocado em 1991.
Em 1992, faz sua única temporada na Fórmula 3 francesa, sem muito sucesso: ficou em 16º lugar na classificação geral, com 8 pontos. No ano seguinte, muda-se para os Estados Unidos, onde compete na Fórmula Atlantic. Terminou sua primeira temporada em 13º lugar e em 22º um ano depois.
Após uma pausa de um ano das competições, volta às pistas em 1996, na antiga Fórmula 3000. Seus resultados na antiga categoria de acesso à Fórmula 1 foram modestos, tendo um 4º lugar no GP de Helsinki como melhor resultado. Sua despedida da categoria foi melancólica: não obteve a classificação para o GP de Jerez de la Frontera, pela equipe D.C. Cook Motorsport. Esta foi a única não-classificação de Lemarié em categorias profissionais do automobilismo.

## Fórmula 1
Em 1998, não conseguindo encontrar equipe para correr na F-3000, o francês é contratado pela nova equipe BAR como piloto de testes a partir do ano seguinte. Exerceu a função até 2002, quando foi dispensado da escuderia. Seu pai, Jean-Pierre Lemarié (falecido em 2016), chegou a acompanhá-lo durante o período em que esteve na Fórmula 1.

## CART
Para 2003, Lemarié assina com a PK Racing, escuderia pertencente a Craig Pollock (empresário de Jacques Villeneuve e que também gerenciava a carreira do francês), para correr na última temporada da CART com tal denominação (em 2004, virou Champ Car). Sua passagem pela categoria durou apenas 6 provas, com dois 10ºs lugares (St. Petersburg e Monterrey) como suas melhores posições de chegada.
Depois do GP de Milwaukee, é substituído pelo norte-americano Bryan Herta na prova seguinte, em Laguna Seca.

## American Le Mans e 24 Horas de Le Mans
Lemarié teve ainda passagem pela American Le Mans Series, em 2001 (pilotou um Audi R8 em 2 provas, chegando ao pódio em ambas) e disputou 2 vezes as 24 Horas de Le Mans, porém não teve resultados expressivos.

## Links
- Patrick Lemarié - DriverDB (em inglês)